# Aleksandrs Vanags
Aleksandrs Vanags (fr. Alexandre Vanags, ur. 21 marca 1919 w Rydze, zm. 24 grudnia 1986 w Strasburgu) – łotewski piłkarz i koszykarz, reprezentant Łotwy w obu tych dyscyplinach, srebrny medalista mistrzostw Europy w koszykówce.

## Piłka nożna

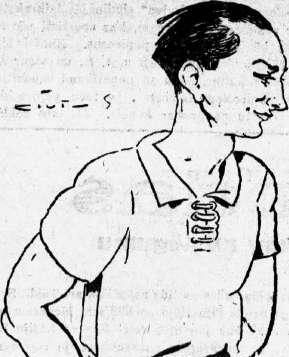
Vanags na rysunku z 1938

### Kariera klubowa
Grę w piłkę nożną rozpoczął w klubie ASK Ryga, gdzie był również członkiem sekcji hokeja na lodzie i koszykówki. W 1936 roku włączono go do składu drużyny seniorów. W barwach ASK zdobył dwukrotnie mistrzostwo Łotwy (1942, 1943) oraz czterokrotnie został królem strzelców Virslīgi. Pomimo rozpoczętej w 1940 roku okupacji Łotwy przez ZSRR oraz następnie III Rzeszę kontynuował karierę sportową. Po zakończeniu II wojny światowej wyemigrował na krótki okres do Niemiec, a następnie do Francji, gdzie został zawodnikiem klubu RC Strasbourg. 18 sierpnia 1946 zadebiutował w Première Division w wygranym 3:0 meczu przeciwko Stade de Reims. 20 maja 1947 zdobył pierwszą bramkę we francuskiej ekstraklasie w wygranym 5:2 wyjazdowym spotkaniu z Girondins Bordeaux. W sezonie 1946/47 zanotował 21 ligowe występy, w których strzelił 1 gola i po zakończeniu rozgrywek opuścił zespół. W latach 1947–1949 grał w FC Nancy, gdzie rozegrał 21 ligowych spotkań i zdobył 2 gole. W połowie 1949 roku powrócił do RC Strasbourg, z którym wywalczył Puchar Francji 1950/51, po pokonaniu w meczu finałowym 3:0 US Valenciennes-Anzin. W latach 1949–1955 rozegrał łącznie w barwach tego klubu 108 ligowych spotkań i strzelił 11 bramek. W 1955 roku zakończył karierę zawodniczą i do lat 1980. pracował jako trener piłki nożnej i koszykówki w ośrodkach szkoleniowych i klubach mieszczących się głównie na terenie Alzacji. W międzyczasie uzyskał obywatelstwo francuskie.

### Kariera reprezentacyjna
25 czerwca 1937 zadebiutował w reprezentacji Łotwy prowadzonej przez Rudolfa Stanzela w przegranym 1:3 towarzyskim meczu z Niemcami w Rydze. 17 maja 1938 zdobył dwie pierwsze bramki w drużynie narodowej w wygranym 2:0 spotkaniu przeciwko Litwie. Ogółem w latach 1937–1940 rozegrał w reprezentacji 11 spotkań uznanych za oficjalne, w których strzelił 7 bramek.
Bramki w reprezentacji
| LP | Data             | Miejsce                      | Przeciwnik | Bramka | Rezultat | Ranga meczu     |
| -- | ---------------- | ---------------------------- | ---------- | ------ | -------- | --------------- |
| 1. | 17 maja 1938     | ASK stadions, Ryga           | Litwa      | 1:0    | 2:0      | Mecz towarzyski |
| 2. | 17 maja 1938     | ASK stadions, Ryga           | Litwa      | 2:0    | 2:0      | Mecz towarzyski |
| 3. | 20 lipca 1938    | Kadrioru staadion, Tallinn   | Estonia    | 2:0    | 2:0      | Mecz towarzyski |
| 4. | 25 września 1938 | ASK stadions, Ryga           | Polska     | 1:0    | 2:1      | Mecz towarzyski |
| 5. | 27 lipca 1939    | ASK stadions, Ryga           | Estonia    | 2:3    | 3:3      | Mecz towarzyski |
| 6. | 24 września 1939 | Stadion Olimpijski, Helsinki | Finlandia  | 1:0    | 3:0      | Mecz towarzyski |
| 7. | 24 września 1939 | Stadion Olimpijski, Helsinki | Finlandia  | 2:0    | 3:0      | Mecz towarzyski |

### Sukcesy
ASK Ryga
- mistrzostwo Łotwy: 1942, 1943
- król strzelców Virslīgi: 1936, 1938/39, 1939/40, 1943

RC Strasbourg
- Puchar Francji: 1950/51

## Koszykówka
W latach 1930. łączył karierę piłkarską z grą w koszykówkę, występując w Rīgas US i ASK Ryga oraz w reprezentacji Łotwy. Na płaszczyźnie klubowej wywalczył w barwach ASK dwukrotnie tytuł mistrza kraju w sezonach 1939 i 1940. Z drużyną narodową zdobył srebrny medal na Mistrzostwach Europy w Koszykówce 1939 rozegranych na Litwie. Po zakończeniu II wojny światowej grał we francuskim klubie SIG Strasbourg. Od połowy lat 1950. do lat 1980. pracował jako trener koszykówki, m.in. w latach 1966–1970 prowadził jako szkoleniowiec SIG Strasbourg.

### Sukcesy
Łotwa
- wicemistrzostwo Europy: 1939

ASK Ryga
- mistrzostwo Łotwy: 1939, 1940